# عبدرحیموو
عبدرحیموو (انگلیسی: Abdrakhimovo) یک شهرک در شهرستان مچتلینسکی استان باشقیرستان کشور روسیه است.